# Thomas Henry Barkell
Thomas Henry Barkell, avstralski častnik, vojaški pilot in letalski as, * 1892, Sydney.  	
Nadporočnik Barkell je v svoji vojaški karieri dosegel 7 zračnih zmag.

## Odlikovanja
- Distinguished Flying Cross (DFC)